# Síndrome CHARGE
Síndrome CHARGE (antigamente conhecida como "associação CHARGE") é uma síndrome causada por defeitos genéticos. Foi descrita pela primeira vez em 1979.
Em 1981, o termo "CHARGE" passou a ser usado como um acrônimo para um grupo de características congênitas incomuns encontradas em um alguns recém-nascidos. As letras significam:
- C - Coloboma do olho
- H - Defeitos cardíacos (Heart defects)
- A - Atresia das cóanas nasais
- R - Retardo no crescimento e/ou desenvolvimento
- G - Anormalidades genitais e/ou urinárias (Genital and/or urinary abnormalities)
- E - Anormalidades da orelha e surdez (Ear abnormalities and deafness)

Essas características não são mais utilizadas na construção do diagnóstico de síndrome CHARGE, mas o nome permance. A síndrome CHARGE é a principal causa de surdocegueira congênita.